# Botnfjorden (Alstahaug)
 For alternative betydninger, se Botnfjorden. (Se også artikler, som begynder med Botnfjorden)
Botnfjorden er en fjordarm af Leirfjorden i Alstahaug kommune i Nordland fylke i Norge. Fjorden er 7,5 km lang, og går fra indløbet syd for Helgelandsbroen mod sydvest ind i øen Alsta øst for Sandnessjøen.
Den inderste del af Botnfjorden, ved garden Botn, er en lang lavvandet vig.  Længere ude er Botnfjorden dybere,  op til 340 meter.  Dette dybeste område er på søkort markeret som dumpefelt for ammunition.  Botnfjorden er et vejrudat område ved østlig vind, med kraftige faldvinde  fra  de Syv Søstre. 
I Botnfjorden er der både friluftsbad og industriområde.